# Gymnogyps howardae
Gymnogyps howardae är en utdöd sydamerikansk fågel i familjen nya världens gamar inom ordningen hökfåglar. Den beskrevs 1979 utifrån fossila lämningar från sen pleistocen funna i asfaltsavlagringarna Talara i Peru. Avlagringarna där arten hittats har bedömts vara 13 900 år gamla.